# Delleker
Delleker es un lugar designado por el censo en el condado de Plumas en el estado estadounidense de California. En el año 2000 tenía una población de 674 habitantes y una densidad poblacional de 95 personas por km².

## Geografía
Delleker se encuentra ubicado en las coordenadas 39°48′41″N 120°29′52″O / 39.81139, -120.49778. Según la Oficina del Censo, la ciudad tiene un área total de 7,1 km² (2,7 mi²), de la cual 7,1 km² (2,7 mi²) es tierra y 0 km² (0 mi²) (0%) es agua.

## Demografía
Según la Oficina del Censo en 2000 los ingresos medios por hogar en la localidad eran de $37,500, y los ingresos medios por familia eran $40,573. Los hombres tenían unos ingresos medios de $34,286 frente a los $16,406 para las mujeres. La renta per cápita para la localidad era de $15,848. Alrededor del 13.8% de la población estaban por debajo del umbral de pobreza.